# Duguetia eximia
Duguetia eximia é uma espécie de magnólia. Foi descrito pela primeira vez por Friedrich Ludwig Diels .  Duguetia eximia pertence ao gênero Duguetia, e à família Annonaceae.
Este tipo de planta pode ser encontrado em:
- Suriname